# Sportwagen-Weltmeisterschaft 1984

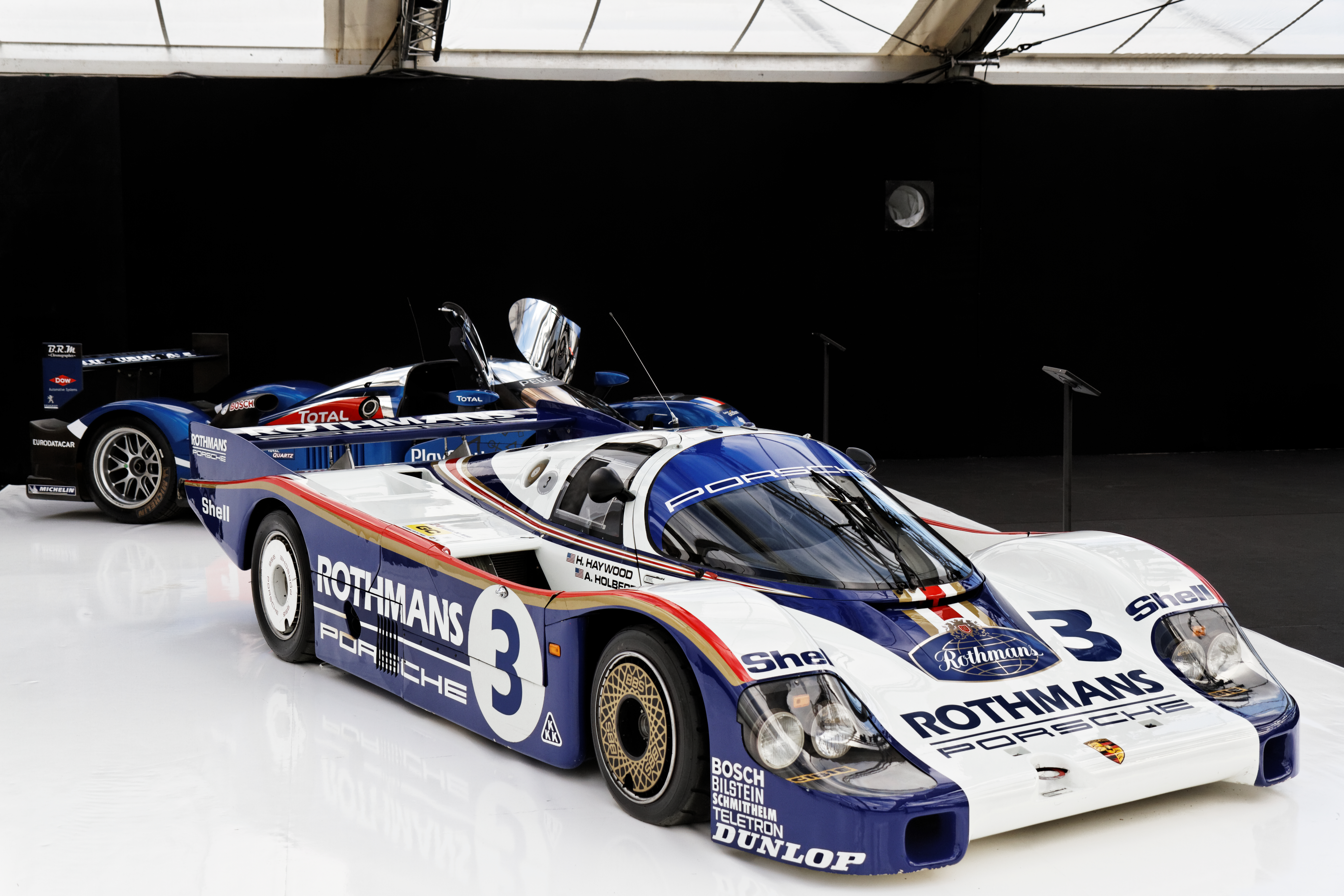
Werks-Porsche 956

Die Sportwagen-Weltmeisterschaft 1984 war die 32. Saison dieser Meisterschaft. Sie begann am 23. April und endete am 22. Dezember.

## Meisterschaft
1984 setzte sich die außergewöhnliche Siegesserie des Porsche-Rennwagenmodells 956 fort. Zwischen den 6-Stunden-Rennen von Fuji 1982 und 1984 gewannen Rennteams mit diesem Wagen 17 Weltmeisterschaftsläufe in Folge. Zu Ende ging die einzigartige Siegesserie beim 1000-km-Rennen von Kyalami, wo Riccardo Patrese und Alessandro Nannini im Lancia LC2-84 siegten. Allerdings blieben bis auf eine Meldung alle namhaften Porsche-Teams dem Rennen fern. 
Für die Langstrecken-Weltmeisterschaft 1984 wurde die Treibstoffmenge der Gruppe-C-Wagen weiter reduziert, von den bisherigen 600 Liter Treibstoff für 1000 Kilometer auf 510 Liter. Porsche ersetzte daher die mechanische Einspritzanlage durch eine elektronische von Bosch, um Treibstoff zu sparen. Diese Evolutionsstufe wurde als 956B bezeichnet; die 1984 an Kunden ausgelieferten Fahrgestellnummern begannen mit 956B-113. Der Motor mit der moderneren Einspritzanlage war sparsamer und konnte trotzdem in der Motorleistung zulegen. Nun stand bei 8200/min eine Leistung von 470 kW (640 PS) zur Verfügung. Die Porsche 956, deren Hauptgegner die Lancia LC2 waren, errangen in der Regel mindestens Doppelsiege. In Le Mans nahm das Porsche-Werksteam nach einem Streit mit dem Automobile Club de l’Ouest nicht teil. 
Die Fahrerweltmeisterschaft gewann Stefan Bellof, der damit zum ersten deutschen Automobilweltmeister der Motorsportgeschichte wurde.

## Rennkalender
| Nr. | Datum          | Rennname / Rennstrecke                                                | Team                         | Gesamtsieger                        | Fahrzeug      | Meisterschaft     |
| --- | -------------- | --------------------------------------------------------------------- | ---------------------------- | ----------------------------------- | ------------- | ----------------- |
| 1   | 23. April      | 1000-km-Rennen von Monza (Autodromo Nazionale di Monza)               | Rothmans Porsche             | Stefan Bellof Derek Bell            | Porsche 956   | Marken und Fahrer |
| 2   | 13. Mai        | 1000-km-Rennen von Silverstone (Silverstone Circuit)                  | Rothmans Porsche             | Jochen Mass Jacky Ickx              | Porsche 956   | Marken und Fahrer |
| 3   | 16. – 17. Juni | 24-Stunden-Rennen von Le Mans (Circuit des 24 Heures)                 | New-Man Joest Racing         | Henri Pescarolo Klaus Ludwig        | Porsche 956B  | Marken und Fahrer |
| 4   | 15. Juli       | 1000-km-Rennen auf dem Nürburgring (Nürburgring)                      | Rothmans Porsche             | Stefan Bellof Derek Bell            | Porsche 956   | Marken und Fahrer |
| 5   | 29. Juli       | 1000-km-Rennen von Brands Hatch (Brands Hatch)                        | GTi Engineering Canon Racing | Jonathan Palmer Jan Lammers         | Porsche 956   | Fahrer            |
| 6   | 5. August      | 1000-km-Rennen von Mosport (Canadian Tire Motorsport Park)            | Rothmans                     | Jochen Mass Jacky Ickx              | Porsche 956   | Marken und Fahrer |
| 7   | 2. September   | 1000-km-Rennen von Spa-Francorchamps (Circuit de Spa-Francorchamps)   | Rothmans Porsche             | Stefan Bellof Derek Bell            | Porsche 956   | Marken und Fahrer |
| 8   | 16. September  | 1000-km-Rennen von Imola (Autodromo Enzo e Dino Ferrari)              | Brun Motorsport              | Stefan Bellof Hans-Joachim Stuck    | Porsche 956B  | Fahrer            |
| 9   | 30. September  | 1000-km-Rennen von Fuji (Fuji Speedway)                               | Rothmans Porsche             | Stefan Bellof John Watson           | Porsche 956   | Marken und Fahrer |
| 10  | 3. November    | 1000-km-Rennen von Kyalami (Kyalami Grand Prix Circuit)               | Martini Racing               | Riccardo Patrese Alessandro Nannini | Lancia LC2-84 | Marken und Fahrer |
| 11  | 2. Dezember    | 1000-km-Rennen von Sandown Park (Sandown International Motor Raceway) | Rothmans Porsche             | Stefan Bellof Derek Bell            | Porsche 956   | Fahrer            |

## Meisterschaft der Konstrukteure
Weltmeisterschaftspunkte gab es für die ersten Zehn in der Reihenfolge: 20-15-12-10-8-6-4-3-2-1. In die Wertung kam die besten sechs Resultate pro Hersteller. Die Rennen in Brands Hatch, Imola und Sandown Park zählten nicht zur Konstrukteurs-Meisterschaft. Bei diesem Veranstaltung wurden nur Punkte für Fahrer vergeben. 

### Langstrecken-Weltmeisterschaft-Gesamtwertung
| Position | Konstrukteur   | 1  | 2  | 3  | 4  | 5  | 6  | 7    | 8    | Gesamt |
| -------- | -------------- | -- | -- | -- | -- | -- | -- | ---- | ---- | ------ |
| 1        | Porsche        | 20 | 20 | 20 | 20 | 20 | 20 | (20) | (12) | 120    |
| 2        | Lancia         | 12 | 10 | 3  | 12 |    |    |      | 20   | 57     |
| 3        | Alba-Giannini  |    |    |    |    | 12 |    |      |      | 12     |
| 4        | Alba-Ford      |    |    |    |    | 8  |    |      |      | 8      |
| 5=       | Tiga           |    |    |    |    | 4  | 2  |      |      | 6      |
| 5=       | Lotec          |    |    |    |    | 6  |    |      |      | 6      |
| 7        | Rondeau        | 4  |    |    |    |    | 1  |      |      | 5      |
| 8=       | Lola-Mazda     | 3  |    | 1  |    |    |    |      |      | 4      |
| 8=       | Toyota         |    |    |    |    |    |    | 4    |      | 4      |
| 10       | Mishima        |    |    |    |    |    |    | 3    |      | 3      |
| 11       | BMW            | 2  |    |    |    |    |    |      |      | 2      |
| 12=      | Ecosse         | 1  |    |    |    |    |    |      |      | 1      |
| 12=      | Lola-Chevrolet |    |    |    |    |    |    | 1    |      | 1      |

### Klasse-C2-Gesamtwertung
| Position | Konstrukteur  | 1  | 2  | 3  | 4  | 5  | 6  | 7   | 8 | Gesamt |
| -------- | ------------- | -- | -- | -- | -- | -- | -- | --- | - | ------ |
| 1        | Alba-Giannini | 12 | 20 | 8  | 10 | 20 | 10 | (8) |   | 80     |
| 2        | Lola          | 20 |    | 20 | 15 |    |    | 12  |   | 67     |
| 3        | Tiga          |    |    |    | 20 | 10 | 20 |     |   | 50     |
| 4=       | Rondeau       |    |    | 15 |    | 15 |    |     |   | 30     |
| 4=       | Alba-Cosworth |    | 15 |    |    | 15 |    |     |   | 30     |
| 6        | Gebhardt-BMW  | 10 |    |    |    |    | 12 |     |   | 22     |
| 7        | Lotec         |    |    |    |    |    |    | 20  |   | 20     |
| 8=       | March-Mazda   |    |    |    |    |    |    | 15  |   | 15     |
| 8=       | Ecosse        | 15 |    |    |    |    |    |     |   | 15     |
| 10       | Mazda         |    |    | 10 |    |    |    | 4   |   | 14     |
| 11=      | Gebhardt-Ford |    |    |    | 12 |    |    |     |   | 12     |
| 11=      | ADA           |    | 12 |    |    |    |    |     |   | 12     |
| 13       | Ceekar        |    |    |    | 8  |    |    |     |   | 8      |
| 14       | March-BMW     |    |    |    |    |    |    | 6   |   | 6      |

### Klasse-B-Gesamtwertung
| Position | Konstrukteur | 1  | 2  | 3  | 4  | 5 | 6  | 7 | 8 | Gesamt |
| -------- | ------------ | -- | -- | -- | -- | - | -- | - | - | ------ |
| 1        | BMW          | 20 | 20 | 20 | 20 |   | 20 |   |   | 100    |
| 2        | Porsche      | 15 |    | 15 |    |   | 12 |   |   | 42     |

## Fahrer-Weltmeisterschaft

### Gesamtwertung
In dieser Tabelle werden die ersten 21 Positionen der Weltmeisterschaft erfasst. Die Punktevergabe erfolgte in der Reihenfolge: 20-15-12-10-8-6-4-3-2-1.
| Position | Fahrer             | Konstrukteur | 1  | 2   | 3  | 4   | 5  | 6  | 7  | 8  | 9  | 10 | 11 | Gesamt |
| -------- | ------------------ | ------------ | -- | --- | -- | --- | -- | -- | -- | -- | -- | -- | -- | ------ |
| 1        | Stefan Bellof      | Porsche      | 20 | (1) |    | 20  | 8  | 10 | 20 | 20 | 20 |    | 20 | 138    |
| 2        | Jochen Mass        | Porsche      | 15 | 20  |    | (4) | 15 | 20 | 15 | 12 | 15 |    | 15 | 127    |
| 3        | Jacky Ickx         | Porsche      | 15 | 20  |    | 4   |    | 20 | 15 |    | 15 |    | 15 | 104    |
| 4=       | Derek Bell         | Porsche      | 20 | 1   |    | 20  |    | 10 | 20 |    |    |    | 20 | 91     |
| 4=       | Henri Pescarolo    | Porsche      |    | 15  | 20 | 3   | 15 |    |    | 12 | 10 | 12 | 4  | 91     |
| 6=       | Jonathan Palmer    | Porsche      | 8  | 8   |    | 10  | 20 |    |    | 15 | 2  |    | 12 | 75     |
| 6=       | Jan Lammers        | Porsche      | 8  | 8   |    | 10  | 20 |    |    | 15 | 2  |    | 12 | 75     |
| 8=       | Hans-Joachim Stuck | Porsche      | 10 |     |    |     |    |    | 12 | 20 | 12 |    |    | 54     |
| 8=       | David Hobbs        | Porsche      |    | 3   | 12 | 15  | 6  | 15 |    | 3  |    |    |    | 54     |
| 10       | Walter Brun        | Porsche      | 10 |     | 10 | 2   | 3  |    | 12 | 10 |    |    |    | 47     |
| 11       | Rupert Keegan      | Porsche      |    | 12  |    |     | 12 | 15 |    | 3  |    |    | 2  | 44     |
| 12       | Klaus Ludwig       | Porsche      |    | 15  | 20 |     |    |    |    |    |    |    | 4  | 39     |
| 13       | Dieter Schornstein | Porsche      | 8  | 2   | 8  | 1   | 2  |    | 3  | 4  |    | 12 |    | 38     |
| 14       | Paolo Barilla      | Lancia       | 12 | 10  |    |     |    |    |    |    |    | 15 |    | 37     |
| 15       | Harald Grohs       | Porsche      | 10 |     |    |     | 8  |    | 12 | 6  |    |    |    | 36     |
| 16       | Alessandro Nannini | Lancia       |    |     | 3  | 12  |    |    |    |    |    | 20 |    | 35     |
| 17       | George Fouché      | Porsche      |    |     |    |     | 10 |    | 4  | 10 |    |    | 10 | 34     |
| 18       | Louis Krages       | Porsche      |    | 2   | 8  | 1   | 2  |    |    | 4  |    | 12 |    | 29     |
| 19=      | Mauro Baldi        | Lancia       | 12 | 10  |    |     | 4  |    |    | 2  |    |    |    | 28     |
| 19=      | Massimo Sigala     | Porsche      |    |     | 4  | 6   |    |    | 10 | 8  |    |    |    | 28     |
| 19=      | Oscar Larrauri     | Porsche      |    |     | 4  | 6   |    |    | 10 | 8  |    |    |    | 28     |